# Маттеус Меріан старший
Маттеус Меріан старший (нім 22 вересня 1593, Базель — 19 червня 1650, Бад-Швальбах) — гравер та картограф XVII століття з міста Франкфурт (Німеччина), швейцарець за походженням.

## Біографія
Народився в місті Базель. Якщо Італія відома своїми художниками і фрескістами, то Швейцарія відома як країна уславлених граверів. Так іде від уславленого гравера Урса Графа доби Відродження до віртуоза-гравера Ганса Ерні (XX століття).
Меріан обрав шлях гравера. Ремеслу гравіювання на мідяних дошках навчався в місті Цюрих. Потім працював в містах — Нансі (Лотарингія), Парижі, Страсбурзі, але головним чином жив і працював в місті Франкфурт. Праця на видавця Йогана Теодора де Брі призвела до зближення з його родиною. А у 1617 році він узяв шлюб з дочкою друкаря і голови майстерні. У 1620 році подружжя перебралося в Базель, де жило три роки. Смерть Теодора де Брі повернула їх у Франкфурт в 1623 році, бо вони успадкували майстерню. З 1626 року Меріан отримав права громадянина Франкфурта і почав працювати самостійно.
У 1647 році дружина народила дочку Марію Сибіллу, яка пізніше стане вченим-натуралістом, і яка зробила багато малюнків до наукових праць.

## Галерея гравюр

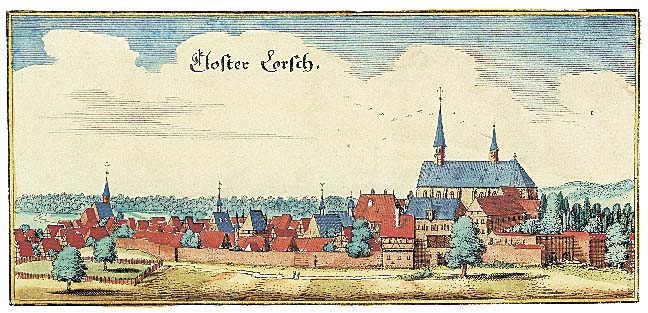
Монастир Лорш поблизу Вормса, близько 1615.
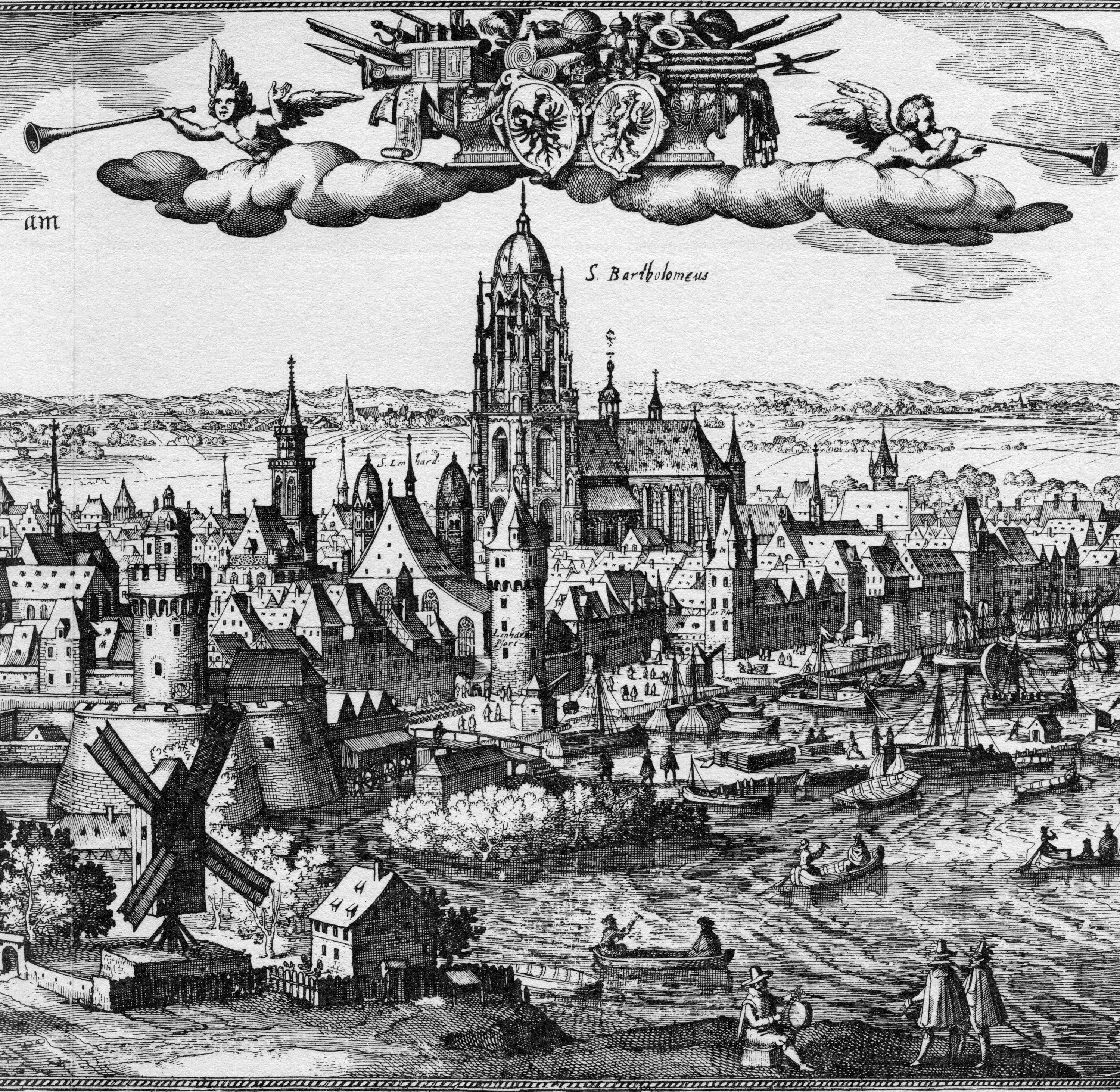
Франкфурт, до 1619.
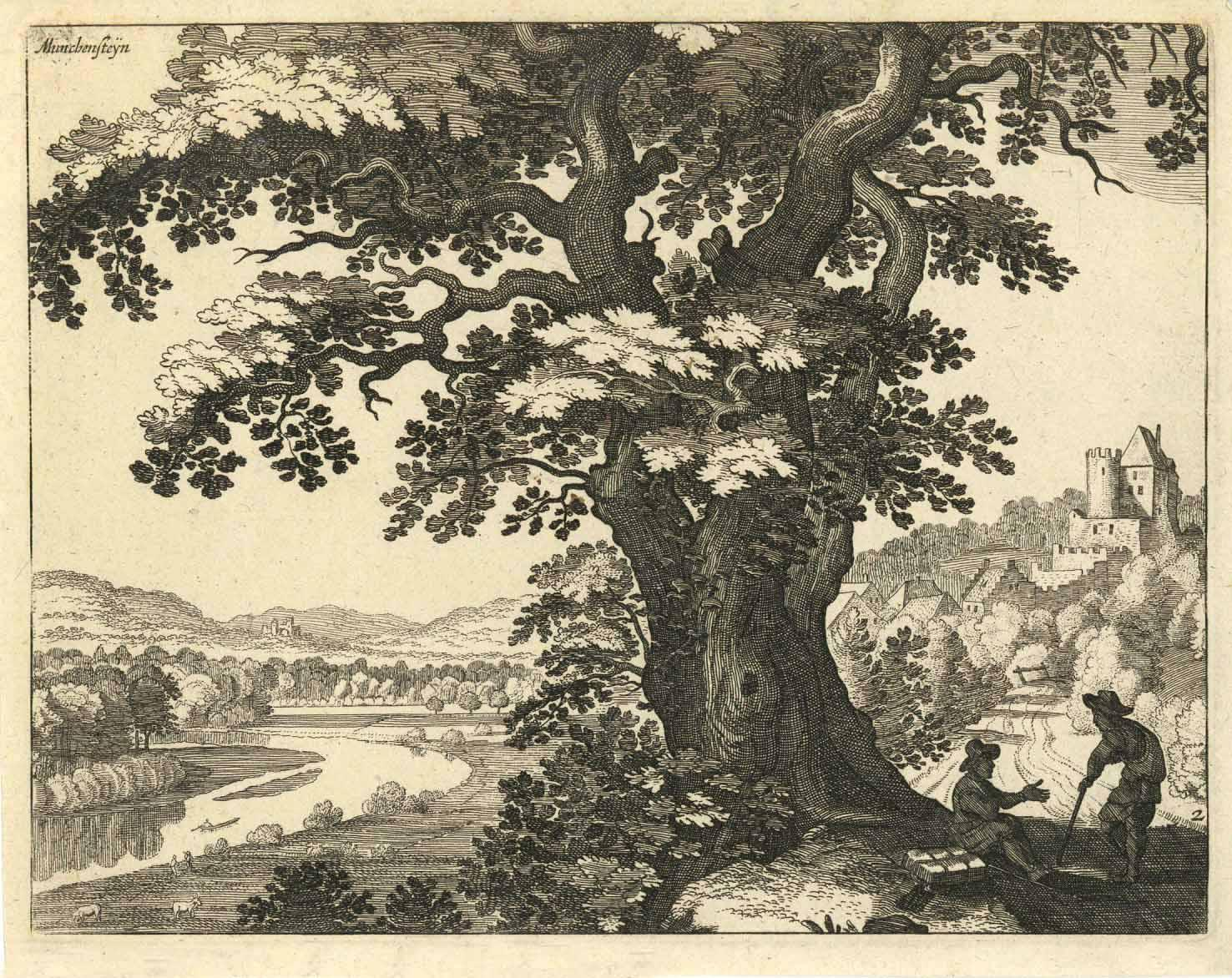
Замок в Мюнхенштейні поблизу Базеля, 1624.
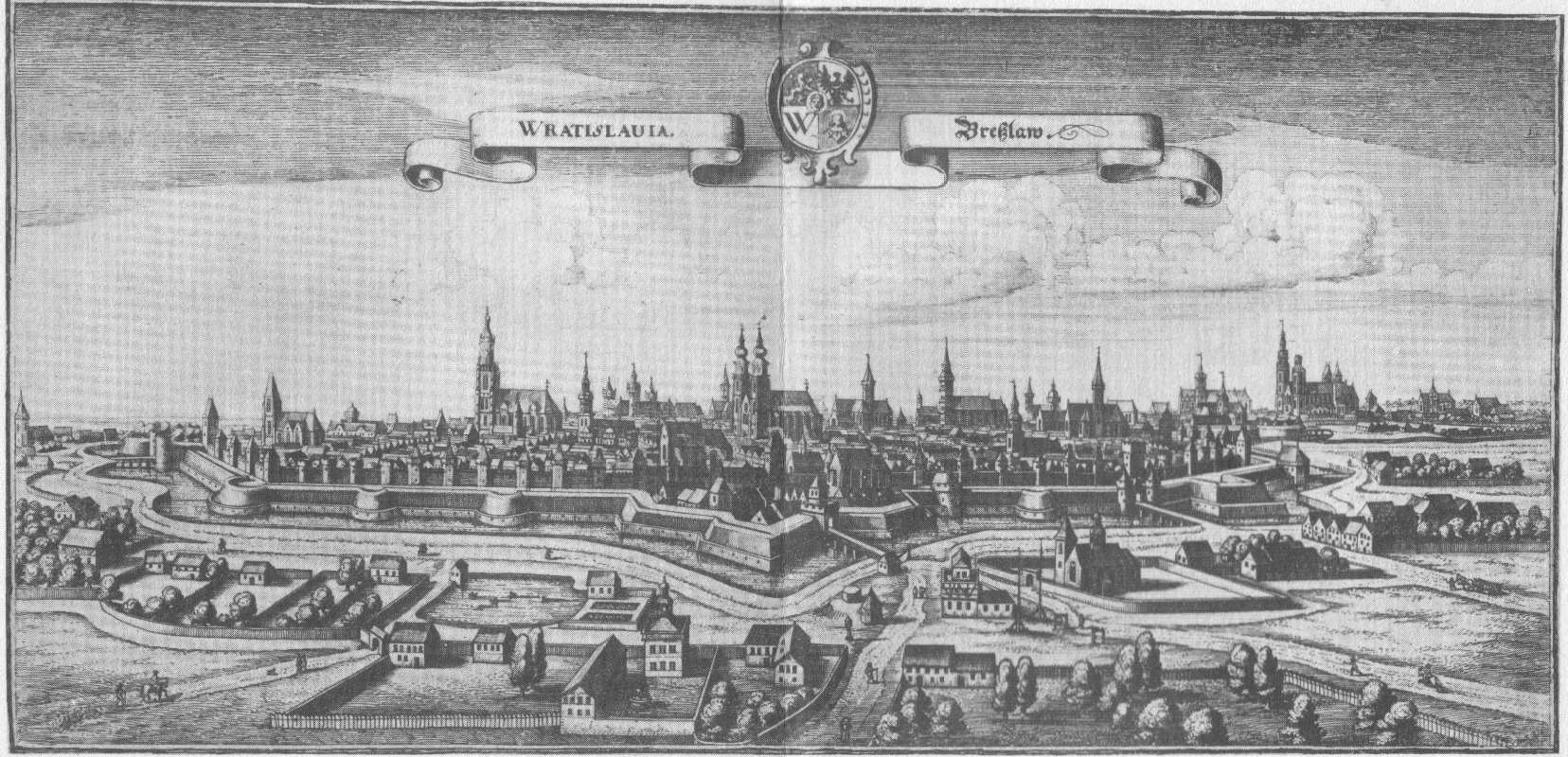
Бреслав, 1642.
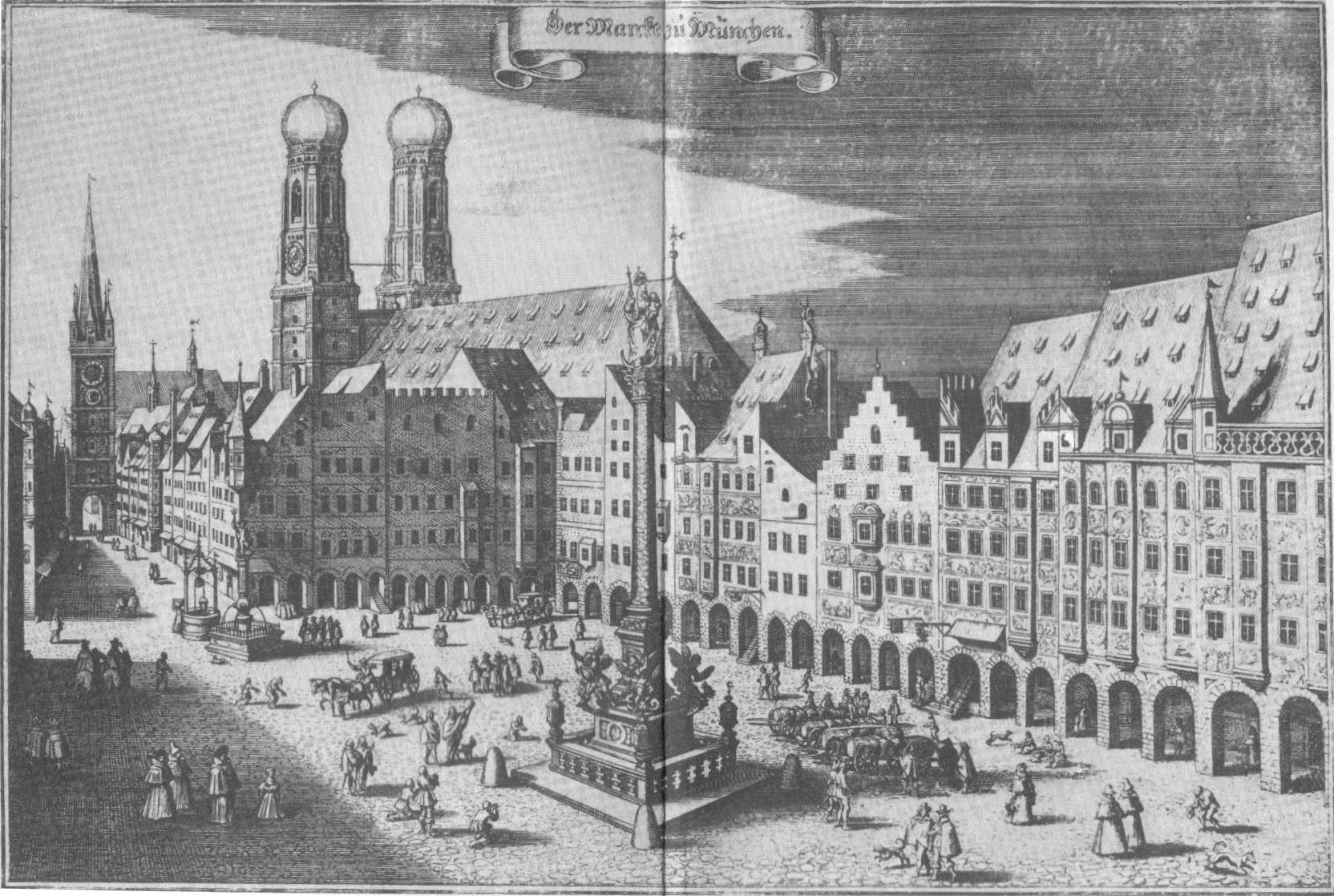
Мюнхен, 1642.
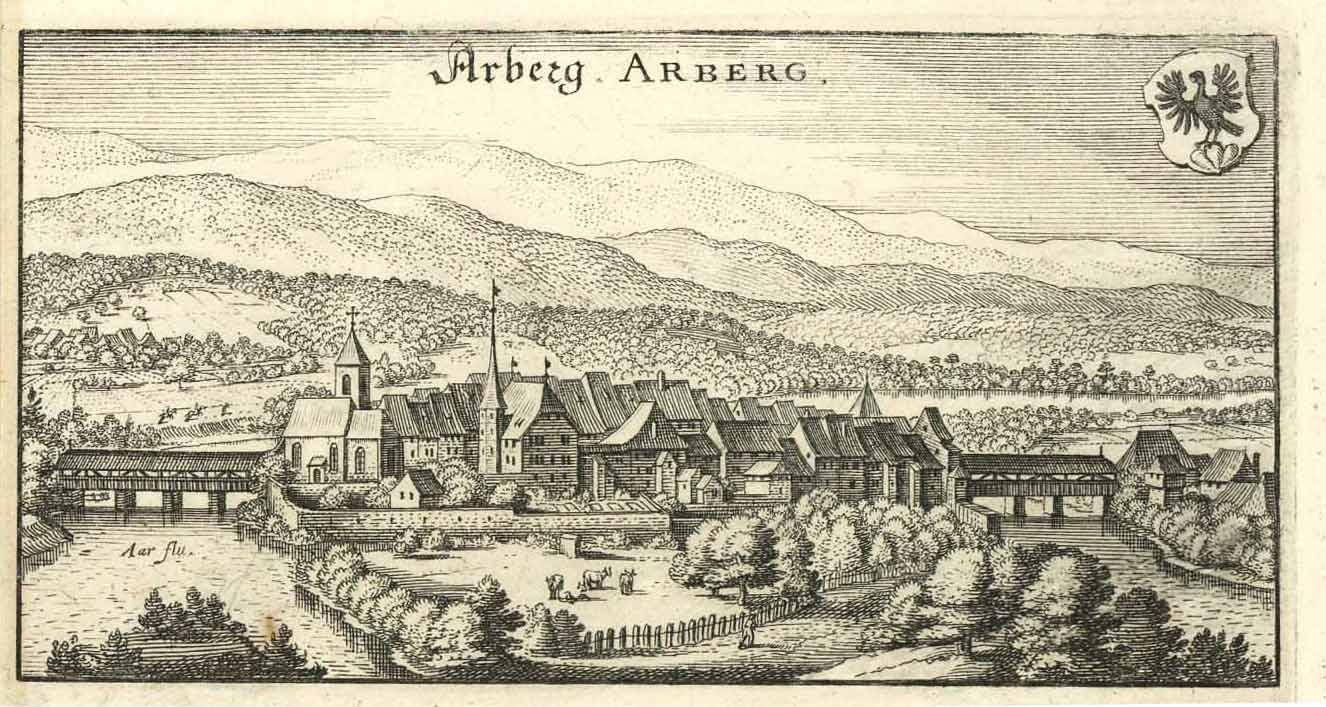
Арберґ, 1642.
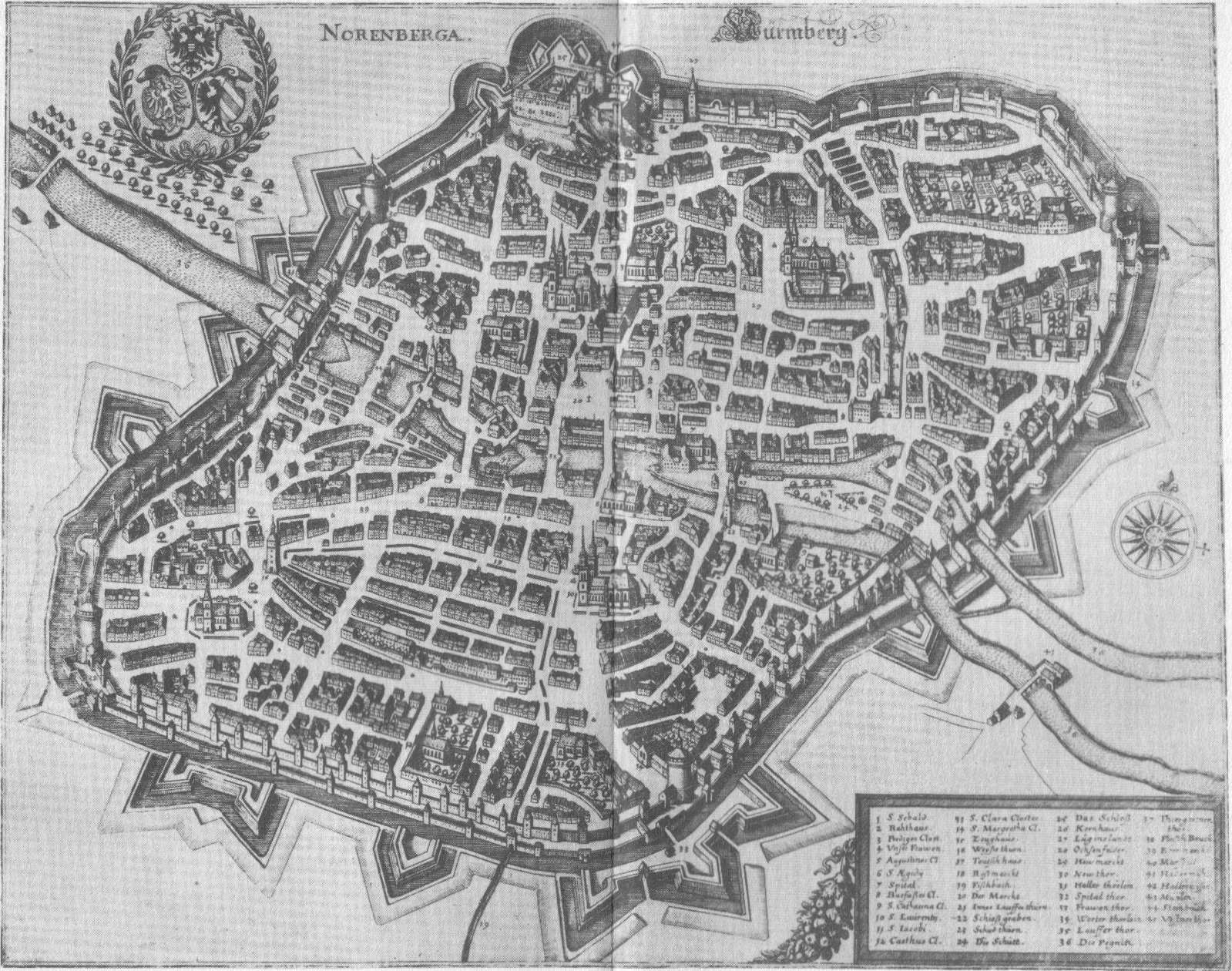
план Нюрнберґа, 1642.
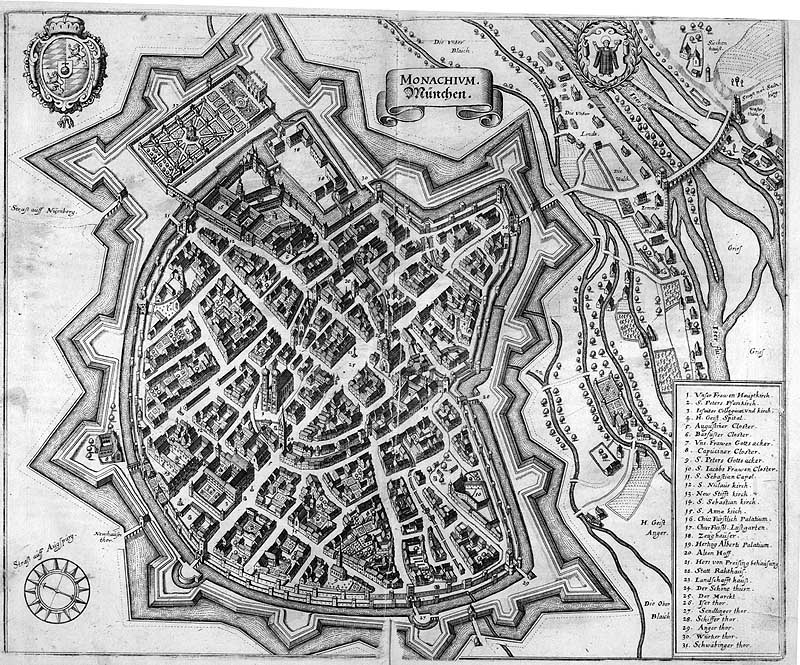
план Мюнхена, 1642.
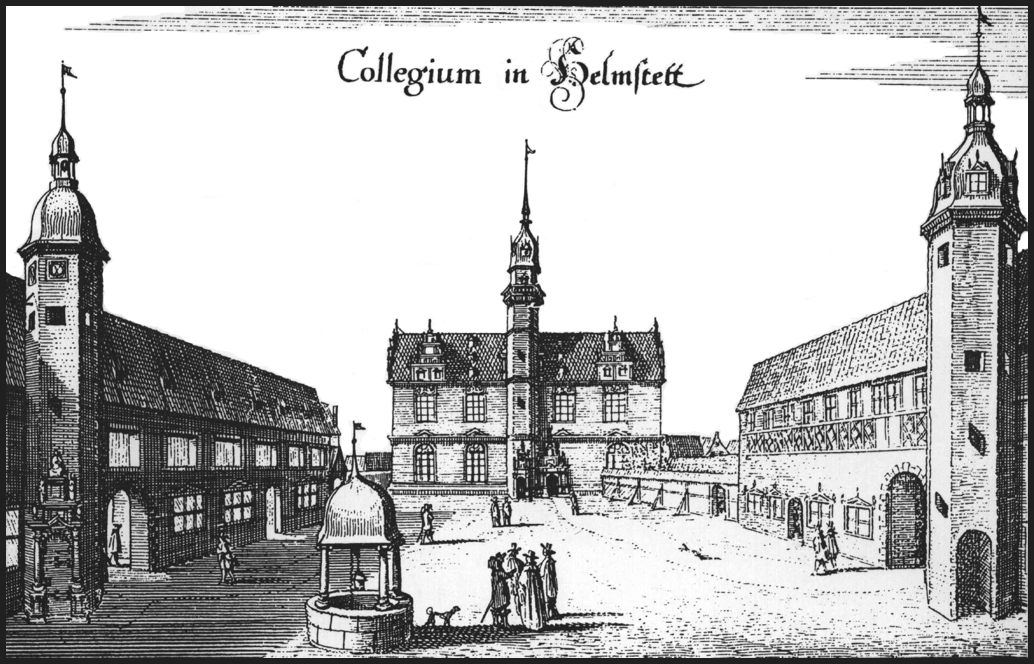
Гельмштедтський університет.
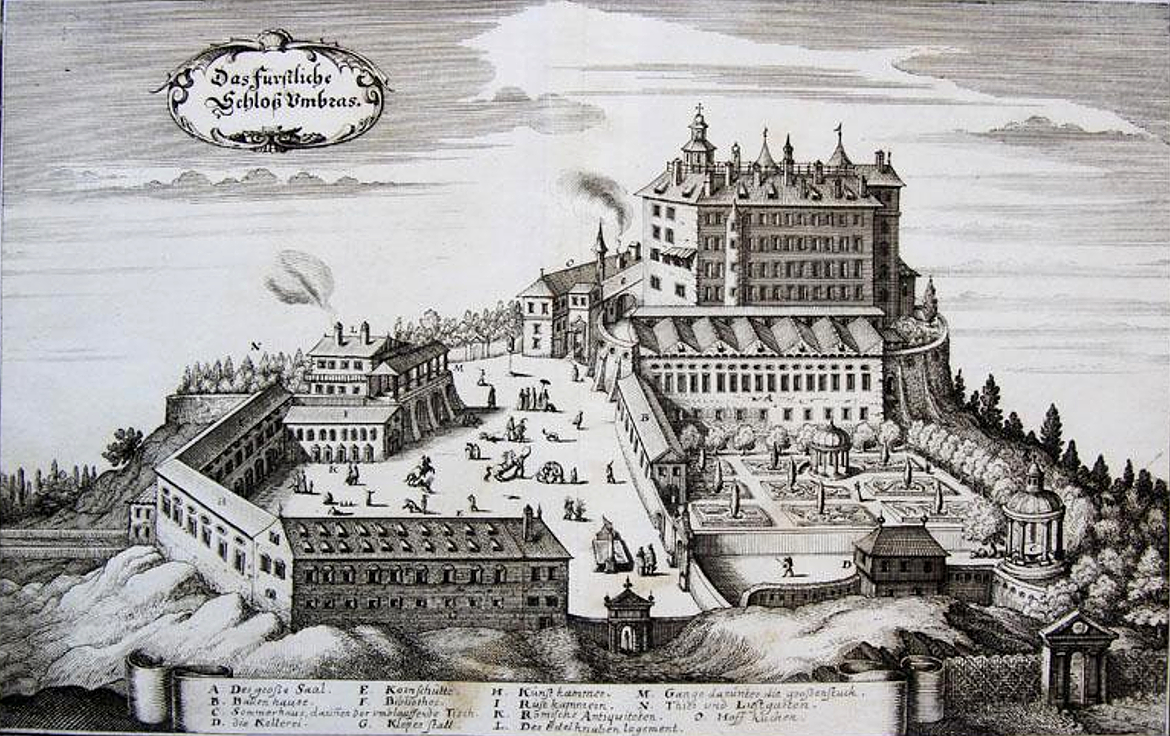
Тіроль, замок Амбрас.

## Значення творів
Гравюри Маттеуса Меріана мали велике значення. Їх колекціонували, ретельно вивчали. Гравюри зафіксували стан міських будівель, монастирів, університетів у XVII столітті. Пізніше дякі з них були повністю зруйновані чи перебудовані. Графічні твори Меріана і досі слугують документальним матеріалом для реставраторів, садівників, істориків архітектури середньовіччя, ґотики, бароко.
Гравер зі Швеції Ерік Дальберг, відштовхнувшись від творів Меріана, створив цикл «Швеція стародавня і сучасна».
У Німеччині на честь гравера друкують часопис «Меріан», присвячений мандрівкам світом.

## Карти України
1638 р. Маттеус Меріан старший видає мапу «Magni Dvcatvs LITHVANIÆ ...» у Франкфурті.  Формат 12.75 х 14.5 дюймів. Аналогічно, як і на Карті Радзивілла (1613) зустрічається назва  у Центральному Подніпров'ї позначена латиною «Volynia Vlteririor quae tum Vkraina tum Nis ab altis vocitatur» (Східна Волинь, яку звали також Україною та Низом)..  
1650 р. Маттеус Меріан старший перевидає зменшену карту Литви «Magni Dvcatvs LITHVANIÆ ...». Мапа видана у Амстердамі (Amsterdam). Формат  39 x 32 cм. Карта зберігає весь обсяг інформації, який можна віднайти на  Карті Радзивілла (1613 р.). Визначною рисою та суттєвою відмінністю цієї карти від переважної більшості відомих тогочасних карт є її західна орієнтація. Це означає, що на зображенні північ – праворуч, а південь– ліворуч..    